# GP Manga
GP Manga là một nhà xuất bản tiếng Ý chuyên xuất bản manga và truyện tranh, được thành lập vào năm 2009 dưới tên Nhà xuất bản GP (GP publishing house). Vào năm 2012 nó đã được sáp nhập với nhóm Edizioni BD, trở thành một nhãn hiệu và đổi tên thành GP Manga.

## Các sản phẩm đã xuất bản

### Manga
- 3 Three
- A Town Where You Live
- Akaboshi - Ibun Suikoden
- Alice in Heartland
- Alice in Heartland: My Fanatic Rabbit
- Alive
- Amanchu!
- Ann è Ann
- Baroque
- Basquash!
- Battle Spirits: Guerriero Rosso Dan
- Battle Spirits: Bashin
- Billy Bat
- Blazer Drive
- Break Blade
- Breath of Fire IV
- Cage of Eden
- Cat's World
- Cat Paradise
- Chrome Shelled Regios Missing Mail
- Cloth Road
- Club Paradiso
- Codename Sailor V
- Countdown Seven Days
- Crazy Maniax
- Crazy Zoo
- Dammi il tuo amore
- Dendrobates
- Detonation Island
- Devil & Devil: La spada del Demone
- Dorothea
- Eater
- Enma
- Eppur... la città si muove!
- Étoile
- Exaxxion
- Flags
- Forbidden Love
- Hakaiju
- Hammer Session!
- Hello Spank
- "He's My Vampire"
- Holy Talker
- I Am a Hero
- Il mitico detective Loki
- Il principe delle tenebre
- Karoku
- Kingdom
- Kiss & Never Cry
- Kolisch
- L'uomo per me
- La spada di Paros
- Labyrinth
- Lindbergh
- Magatsuhi.com
- MÄR
- Mardock Scramble
- Medaka Box
- Mermaid Melody
- Misora Class
- Mixim 11
- Monster Hunter Orage
- My Little Monster
- N.Y. Komachi
- Ninja Girls
- Ninja Life
- Oguna
- Out Code
- Paradox Blue
- Pretty Guardian Sailor Moon
- Psycho Busters
- Rain
- Rental Magica
- Replica
- Rockwell – Il cavaliere scarlatto
- Rosario + Vampire
- Rosario + Vampire Season II
- Say "I love you"
- Shadow Skill
- Sonata del Vento
- Spray King
- Sprite
- Sute
- Tableau Gate
- Takeru
- Tales of Symphonia
- The Black Museum Springald
- Tribal 12
- ∀ Gundam
- Twin Princess
- UnCassandra
- Vampir
- Vassalord
- Will O'Wisp
- Winx Club
- Wolf's Rain
- XBlade

### Truyện tranh
- Army of Two
- Comanche
- Distinti saluti, Jack lo squartatore
- Durango
- Dragon Age
- I pinguini del Madagascar
- Il Cacciatore
- Il Gatto con gli stivali
- James Patterson - L'assassinio di re Tut
- Kung Fu Panda
- Megamind
- Monster Allergy
- Morgan: La Sacra Ruota
- Shrek
- Wisher

### Anime
- One Piece